# 흑해 함대
러시아 흑해 함대(러시아 黑海 艦隊, Черноморский Флот, ЧФ, Black Sea Fleet)는 흑해와 아조프해, 지중해에 있는 러시아 해군의 함대이다. 1783년에, 그리고리 포템킨 공(公)에 의해 그 주된 기지가 되는 세바스토폴과 함께 창립된 것으로 여겨진다. 러시아는 오랫동안 이 지역의 주된 적수였던 오스만 제국 해군과 투쟁하였고, 1790년 오스만 제국에 패했다. 제 1차 세계대전 당시 오스만 제국과, 제 2차 대전 당시 루마니아와, 2008년 남오세티야 전쟁 때는 조지아와 싸웠다.
주된 근거지로는 세바스토폴 외에도, 페오도시야(Феодосия), 노보로시스크(Новороссийск), 투압세(Туапсе), 템류크(Темрюк), 타간로크(Таганрог) 등 흑해와 아조프해의 여러 항구들이다. 1997년 러시아와 우크라이나 사이에서 맺어진 흑해 함대 분할 조약에 의해 분할되었지만 2014년 크림 위기 이후에 러시아가 크림 반도의 병력을 접수하면서 우크라이나 측 해군의 무기를 흑해 함대에 재편입시켰다. 우크라이나 측의 크림반도 해군은 희망자는 러시아군에 편입되고, 일부는 우크라이나로 돌아갔다.